# 中德富車站
中德富站（日语：／ Nakatoppu eki */?）是位於北海道樺戶郡新十津川町町字彌生，隸屬於北海道旅客鐵道（JR北海道）札沼線（學園都市線），已廢除的鐵路車站。
「德富」來自阿伊努語的「tuk」，意思是隆起。

## 概要
本車站是第2代，最初的中德富站為現在的新十津川站。
廢站時使用量為每年只有2人。而車站的站名牌現放置於新十津川町的開拓紀念館。

## 歷史
- 1956年（昭和31年）11月16日 - 日本國有鐵道（國鐵）札沼線新設本車站，並開始旅客接待服務。
- 1987年（昭和62年）4月1日 - 由於國鐵分割民營化，車站由JR北海道管理。
- 1991年（平成3年）3月16日 - 札沼線的暱稱設定為「學園都市線」[3][4]。
- 1996年（平成8年）3月16日 - 札沼線石狩當別車站至新十津川站的列車開始一人控制。
- 2006年（平成18年）
  - 3月18日 - 由於使用量太低而被廢站[1]。
  - 6月下旬 - 拆除車站設備。

## 車站構造
廢站時為側式月台1面1線的地面車站。沒有設置站房及候車室，只有設置月台的無人車站。車站北方與南八路線連接。

## 車站周邊
周圍只用廣闊的田園景色。
- 國道275號
- 北海道中央巴士「下一號線」站牌
  - JR北海道巴士石狩線廢除後的替代路線。

## 相鄰車站
北海道旅客鐵道（JR北海道）
札沼線（學園都市線）
下德富－中德富－新十津川